# Athens (Pennsilvània)
Athens és una població dels Estats Units a l'estat de Pennsilvània. Segons el cens del 2000 tenia 3.415 habitants.

## Demografia
Segons el cens del 2000, Athens tenia 3.415 habitants, 1.427 habitatges, i 857 famílies. La densitat de població era de 749,2 habitants per quilòmetre quadrat.
Dels 1.427 habitatges en un 31,2% hi vivien nens de menys de 18 anys, en un 43,3% hi vivien parelles casades, en un 13,9% dones solteres, i en un 39,9% no eren unitats familiars. En el 35,5% dels habitatges hi vivien persones soles el 18,4% de les quals corresponia a persones de 65 anys o més que vivien soles. El nombre mitjà de persones vivint en cada habitatge era de 2,29 i el nombre mitjà de persones que vivien en cada família era de 2,98.
Per edats la població es repartia de la següent manera: un 24,6% tenia menys de 18 anys, un 7,4% entre 18 i 24, un 26,4% entre 25 i 44, un 22% de 45 a 60 i un 19,6% 65 anys o més.
L'edat mediana era de 39 anys. Per cada 100 dones de 18 o més anys hi havia 74,5 homes.
La renda mediana per habitatge era de 32.246 $ i la renda mediana per família de 42.837 $. Els homes tenien una renda mediana de 33.625 $ mentre que les dones 22.361 $. La renda per capita de la població era de 20.874 $. Entorn del 9% de les famílies i l'11,7% de la població estaven per davall del llindar de pobresa.

## Poblacions més properes
El següent diagrama mostra les poblacions més properes.